# John Isaac Thornycroft
Sir John Isaac Thornycroft (født 1. februar 1843, død 28. juni 1928) var britisk ingeniør og skibskonstruktør. Han grundlagde værftet John I. Thornycroft & Company og var et prominent medlem af Thornycroft familien.

## Tidlige år
Han blev født i 1843 og var søn af billedhuggerparret Mary Francis og Thomas Thornycroft, der på det tidspunkt boede i Rom. Han blev uddannet ved Regent Street Polytechnic og derefter Royal School of Naval Architecture and Marine Engineering i South Kensington. Mens han var under uddannelse begyndte han at bygge en dampbarkasse i sin fars atelier, og den fik navnet Nautilus. Det var en hurtig båd med en velfungerende maskine (som Thornycroft selv havde bygget), og i 1862 var det den eneste båd, der kunne følge med roerne i konkurrencen mellem Oxford og Cambridge. Det gav en del omtale og det ansporede Thomas Thornycroft til at købe noget jord ved Themsen, ved siden af Chestermans værft i Chiswick i 1864. Det blev den spæde start på John Thornycrofts karriere som skibsbygger.
I 1866 overtog Thornycroft Chestermans værft, og John I. Thornycroft & Company blev formelt grundlagt, men de første år arbejdede John Thornycroft ikke på fuld tid i virksomheden. I stedet fik han ansættelse hos Palmers Shipbuilding and Iron Company i Jarrow, og tog derpå ingeniøreksamen ved University of Glasgow. I Glasgow blev han blandt andet undervist af William Thomson (Lord Kelvin) og professor Macquorn Rankine. Efter at være vendt hjem fra Skotland byggede han den hurtige dampyacht Miranda i 1871, og han viste med den, at små fartøjer kunne opnå hastigheder, som man i samtiden ikke havde troet mulige.

## Ingeniørmæssig karriere
Mirandas præstationer affødte flere bestillinger på tilsvarende fartøjer, blandt andet Gitana fra 1876, der præsterede 20,8 knob, hvilket var en imponerende hastighed på den tid. Parallelt med salget af yachter opdyrkede Thornycroft et endnu mere lukrativt marked i form af torpedobåde. Det begyndte med Rap, et let fartøj bygget af tynde stålplader og leveret til Norge i 1873. Værftets første torpedobåde var beregnet til at medføre stangtorpedoer, men da en ny generation af selvbevægelige torpedoer blev udviklet af Whitehead i 1876, fandt torpedobåden sin endelige form. Thornycroft konstruerede HMS Lightning til Royal Navy, baseret på Gitana, og flere bestillinger fulgte hurtigt efter. John Thornycroft var ikke den eneste leverandør af torpedobåde, men hans indflydelse var så stor, at Encyclopedia of Ships and Shipping beskrev ham som "torpedobådsindustriens grundlægger" (the founder of the torpedo-boat industry).
Vægten af dampkedlerne (der var af samme type som de kedler, man anvendte i damplokomotiver) forhindrede bådene i at opnå hastigheder over 22-23 knob, så Thornycroft satte sig for at udvikle et forbedret kedelsystem. Andre havde allerede udviklet systemer baseret på tynde vandrørs-kedler, og Thornycroft byggede floddamperen Peace i 1882 med den type kedler, udviklet af amerikaneren Herreshoff. I 1885 havde han sit eget forbedrede system klar, og det blev et af de mest udbredte af de 50-60 patenter han fik godkendt i årene mellem 1873 og 1924. Udstyret med de nye kedler nåede torpedobåden Ariete, som hans værft byggede til den spanske flåde, op på hele 26,2 knob på sin prøvesejlads i 1887. I 1894 afleverede værftet torpedo-kanonbåden HMS Speedy til Royal Navy, og den blev det første skib i flåden med vandrørskedler.
På linje med andre ingeniører - både før og senere - forsøgte Thornycroft også at løse problemet med at forhindre skibe i at vippe, eller i det mindste reducere problemet. Han købte yachten Cecile på 300 tons og installerede et system, der var opbygget omkring en 6 tons bevægelig vandtank, styret af hydrauliske cylindre. John Thornycoft præsenterede sine resultater for Institution of Naval Architects i 1892, men selv om hans opfindelse til en vis grad kunne begrænse rulningerne, blev den alligevel lagt på hylden.
I 1894 var Thornycroft og hans medarbejder Sydney W. Barnaby nogle af de første, der i detaljer beskrev virkningen af kavitation, da de afprøvede destroyeren Daring. Deres undersøgelser viste, at datidens skibsskruer med smalle skrueblade ophørte med at fungere effektivt ved høj fart, og som følge heraf blev de erstattet med bredbladede skruer, der ikke i samme grad skabte kavitation. Med de gamle skruer præsterede destroyeren 24 knob ved 3.700 indikerede HK, mens de nye gav en fart på 28,4 knob med samme maskinkraft.
John Thornycroft kastede sig over et helt nyt forretningsområde i 1896, da han byggede en dampdrevet lastbil til sit lokale Chiswick Urban District, og stiftede Thornycroft Steam Carriage and Wagon Company. Flere lastbiler fulgte og i 1901 fik hans nye firma sit gennembrud ved at vinde det britiske krigsministeriums (War Office) konkurrence for tunge lastbiler til militært brug. I 1898 indviede firmaet en ny lastbilsfabrik i Basingstoke, og Thornycroft blev på kort tid byens største arbejdsgiver. Senere begyndte firmaet også at producere køretøjer med forbrændingsmotor, og produktionen i Basingstoke fortsatte til 1969.
I sit forsøg på at udvikle stadig hurtigere fartøjer, eksperimenterede John Thornycroft gennem mange år med forskellige skrogformer, og nåede til sidst frem til en udgave med et knæk under bunden til hurtige motorbåde. Denne skrogform ville delvist løfte båden op af vandet og dermed gøre det nemmere at opnå høj fart. I 1910 byggede John I. Thornycroft & Company en 7,6 m (25 ft) lang båd ved navn Miranda IV. Det var en glidebåd med et enkelt knæk, forsynet med en 120 hp (89 kW) Thornycroft benzinmotor, og den nåede op på 35 kn (65 km/h). I 1915 (under 1. verdenskrig) foreslog John Thornycroft at Royal Navy måske kunne have gavn af hurtige motorbåde - bevæbnet med torpedoer - til kystnært brug, og i januar 1916 fik hans firma en ordre på 12 styk 12 m (40 ft) både. Det blev begyndelsen på en lang række Coastal Motor Boats til Royal Navy og senere til andre flåder. Det britiske Hovercraft Museum har i sin samling en række modeller, som John Thornycroft brugte i sine forsøg på at få luftstrømme til at løfte både ud af vandet. Den ældste er fra 1877.

## Eftermæle
John Thornycroft døde i 1928 og blev mindet for sine opfindelser og ingeniørmæssige evner. Hans søn John Edward Thornycroft (1872-1960) og sønnesøn John Ward Thornycroft (1899-1989) opnåede begge posten som bestyrelsesformænd for John I. Thornycroft & Company.
Firmanavnet Thornycroft forsvandt fra lastbilindustrien i 1960erne og fra skibsværftsindustrien 1. november 2001, da Vosper Thornycroft skiftede navn til VT Group plc.